# Basilovits János
Basilovits János (Joanicz János) (Hlivistye, 1742. június 6. – Csernekhegy, 1821. október 18.) bazilita rendi szerzetes.

## Élete
Szegény sorsú szülőktől származott; iskoláit Ungvárott és Kassán végezte a jezsuitáknál; majd a bazilita rendbe lépvén, 38 évig volt a rendház főnöke, s mint ilyen leginkább a csernekhegyi klastromban lakott.

## Művei
- Brevis notitia fundationis Theodori Koriathovics, olim ducis de Munkács, melynek 1–3. része Kassán 1799-ben, a 4–6. pedig 1804–05. Uo. jelent meg és a munkácsi bazil-rendű monostor történetét foglalja magában.
- Imago vitae monasticae. Cassoviae, 1802. (Ism. Zeitschrift von und für Ungern II. 340.)

Irt ezenkivül ó-szláv (liturgiai) nyelven a keleti egyház szertartásainak magyarázatáról szóló művet, mely kéziratban őriztetik a munkácsi püspöki irattárban.